# Домброва (Паб'яницький повіт)
Домброва (пол. Dąbrowa) — село в Польщі, у гміні Длутув Паб'яницького повіту Лодзинського воєводства.
Населення — 271 особа (2011).
У 1975—1998 роках село належало до Пйотрковського воєводства.

## Демографія
Демографічна структура станом на 31 березня 2011 року:
|          | Загалом | Допрацездатний вік | Працездатний вік | Постпрацездатний вік |
| -------- | ------- | ------------------ | ---------------- | -------------------- |
| Чоловіки | 127     | 27                 | 85               | 15                   |
| Жінки    | 144     | 22                 | 88               | 34                   |
| Разом    | 271     | 49                 | 173              | 49                   |